# Torneo Apertura 2023 (Perú)
El Torneo Apertura 2023 fue el primero de los dos torneos cortos que conformaron la Liga 1 2023.

## Formato
El Torneo Apertura se jugó con un sistema de todos contra todos durante 19 jornadas. El equipo que terminó en el primer lugar fue proclamado como el «Ganador del Torneo Apertura», y clasificó a los play-offs por el campeonato, siempre y cuando al finalizar las 38 fechas totales estuviése entre los ocho mejores lugares de la tabla acumulada.

## Equipos participantes

### Ascensos y descensos
Un total de 19 equipos disputaron la Liga 1 este año: Fueron los primeros 16 lugares de la temporada 2022, Cusco FC, que después de una temporada de ausencia, retornó como campeón de la Liga 2, el ganador de la revalidación, Unión Comercio, que retornó luego de 3 años, y el campeón de la Copa Perú, Deportivo Garcilaso, que debutó en la Primera División del Perú.
| Pos. | Descendidos a Liga 2 2023 |
| ---- | ------------------------- |
| Rev. | Ayacucho FC               |
| 18.º | Universidad San Martín    |
| 19.º | Carlos Stein              |

| Pos.   | Ascendidos de Liga 2 2022 y Copa Perú 2022 |
| ------ | ------------------------------------------ |
| 1.º L2 | 'Cusco FC'                                 |
| 1.º CP | 'Deportivo Garcilaso'                      |
| Rev.   | 'Unión Comercio'                           |

### Información de los equipos
| Equipo                    | Ciudad    | Entrenador            | Estadio                      | Aforo  | Estadio alternativo                                                   | Proveedor    | Patrocinador principal (en la equipación) | Otros patrocinadores (en la equipación)                                                       |
| ------------------------- | --------- | --------------------- | ---------------------------- | ------ | --------------------------------------------------------------------- | ------------ | ----------------------------------------- | --------------------------------------------------------------------------------------------- |
| Academia Cantolao         | Callao    | Edgardo Malvestiti    | Iván Elías Moreno            | 13 773 | 1 Alternativa Segundo Aranda Torres                                   | Lomas        | Dafabet                                   | 2 patrocinadores Sporade Loma's                                                               |
| ADT                       | Tarma     | Franco Navarro        | Unión Tarma                  | 9 100  | 2 Alternativas Jauja Huancayo                                         | New Athletic | Caja Huancayo 20Bet                       |                                                                                               |
| Alianza Atlético          | Sullana   | Ágapo Gonzales (int.) | Campeones del 36             | 12 000 | 3 Alternativas Melanio Coloma Miguel Grau Bernal                      | Walon        | CoolBet Caja Sullana                      | 2 patrocinadores Sporade NobaVision                                                           |
| Alianza Lima              | Lima      | Guillermo Salas       | Alejandro Villanueva         | 34 000 | 1 Alternativa Nacional                                                | Nike         | Apuesta Total                             | 5 patrocinadores Cerveza Cristal Glory DFSK Conservas Arica Apronax Deo Pies                  |
| Atlético Grau             | Piura     | Daniel Ahmed          | Municipal de Bernal          | 7 000  | 4 Alternativas Olmos Miguel Grau Campeones del 36 Melanio Coloma      | Walon        | DoradoBet Caja Piura                      | Sporade                                                                                       |
| Carlos A. Mannucci        | Trujillo  | Mario Viera           | Mansiche                     | 25 000 | 2 Alternativas Casa Grande Carlos Olivares                            | New Athletic | UPAO DoradoBet                            | 7 patrocinadores Mannucci Diesel Sporade Línea Aguafiel Clínica San Pablo Cinética HS Lab     |
| Cienciano                 | Cusco     | Leonel Álvarez        | Inca Garcilaso de la Vega    | 42 000 | 3 Alternativas Urcos Thomas E. Payne Espinar                          | New Athletic | Caja Huancayo DoradoBet                   | 4 patrocinadores RoboForex Tecnofast Sporade Bio Tree Life                                    |
| Cusco FC                  | Cusco     | Pablo Peirano         | Inca Garcilaso de la Vega    | 42 000 | 4 Alternativas Túpac Amaru Complejo Deportivo Thomas E. Payne Espinar | Lotto        | Caja Cusco DoradoBet                      | 5 patrocinadores Walking Ultra Supermayorista SSN Telecomuncaciones Medical Network Smart Fit |
| Deportivo Binacional      | Juliaca   | Darío Franco          | Guillermo Briceño Rosamedina | 18 000 | 2 Alternativas Monumental UNA Inca Garcilaso de la Vega               | New Athletic | DoradoBet                                 |                                                                                               |
| Deportivo Garcilaso       | Cusco     | Jorge Célico          | Inca Garcilaso de la Vega    | 42 000 | 3 Alternativas Urcos Thomas E. Payne Espinar                          | Ander Sport  | Caja Cusco Salkantay Trekking             | 2 patrocinadores 20Bet Ander                                                                  |
| Deportivo Municipal       | Lima      | Ángel Comizzo         | Iván Elías Moreno            | 13 773 | 2 Alternativas Nacional Segundo Aranda Torres                         | Walon        | 1xBet                                     | Edificaciones Inmobiliarias                                                                   |
| FBC Melgar                | Arequipa  | Mariano Soso          | Monumental de la UNSA        | 60 000 | 1 Alternativa Melgar                                                  | Walon        | Betano                                    | Sporade                                                                                       |
| Sport Boys                | Callao    | Fernando Gamboa       | Iván Elías Moreno            | 13 773 | 2 Alternativas Alberto Gallardo Monumental                            | Astro        | Marcadores 247                            | DoradoBet                                                                                     |
| Sport Huancayo            | Huancayo  | Wilmar Valencia       | Huancayo                     | 20 000 | 2 Alternativas Jauja Unión Tarma                                      | Lotto        | Caja Huancayo                             |                                                                                               |
| Sporting Cristal          | Lima      | Tiago Nunes           | Alberto Gallardo             | 11 500 | 1 Alternativa Nacional                                                | Adidas       | Cerveza Cristal Caja Piura                | 4 patrocinadores MG Motor WOW DoradoBet Gatorade                                              |
| Unión Comercio            | Tarapoto  | Jaime de La Pava      | Carlos Vidaurre García       | 7 000  | 3 Alternativas IPD de Moyobamba IPD Nueva Cajamarca Inca Pachacútec   | Convert      | CoolBet Olva Courier                      | Corporación Chávez                                                                            |
| Universidad César Vallejo | Trujillo  | Sebastián Abreu       | Mansiche                     | 25 000 | 2 Alternativas Carlos Olivares Casa Grande                            | Astro        | Universidad César Vallejo Caja Trujillo   | 3 patrocinadores Apuesta Total Sporade Promant                                                |
| UTC                       | Cajamarca | José Infante (int.)   | Héroes de San Ramón          | 18 000 | 3 Alternativas Cristo el Señor Ramón Castilla El Frutillo             | Lotto        | Colegio Nivel A                           | Gatorade                                                                                      |
| Universitario             | Lima      | Jorge Fossati         | Monumental                   | 80 000 | 1 Alternativa Nacional                                                | Marathon     | Apuesta Total                             | 3 patrocinadores Cool Cerveza Cristal Jetour                                                  |

### Localización
Perú está dividido en 25 departamentos, de los cuales 10 estuvieron representados en el campeonato con por lo menos un equipo. El departamento de Lima contó con la mayor cantidad de representantes (4 equipos), seguido del departamento de Cusco (3 equipos).
| Lima        | 4 | Alianza Lima, Deportivo Municipal, Sporting Cristal y Universitario | Alianza Lima · Deportivo Municipal · Sporting Cristal · Universitario ADT Alianza Atlético Atlético Grau Binacional Carlos A. Mannucci · U. César Vallejo Cienciano · Cusco FC · Dep. Garcilaso FBC Melgar Sport Huancayo Unión Comercio UTC Cantolao Sport · Boys Localización de los equipos de la Primera División 2023 |
| Cusco       | 3 | Cienciano, Cusco FC y Deportivo Garcilaso                           | Alianza Lima · Deportivo Municipal · Sporting Cristal · Universitario ADT Alianza Atlético Atlético Grau Binacional Carlos A. Mannucci · U. César Vallejo Cienciano · Cusco FC · Dep. Garcilaso FBC Melgar Sport Huancayo Unión Comercio UTC Cantolao Sport · Boys Localización de los equipos de la Primera División 2023 |
| Callao      | 2 | Academia Cantolao y Sport Boys                                      | Alianza Lima · Deportivo Municipal · Sporting Cristal · Universitario ADT Alianza Atlético Atlético Grau Binacional Carlos A. Mannucci · U. César Vallejo Cienciano · Cusco FC · Dep. Garcilaso FBC Melgar Sport Huancayo Unión Comercio UTC Cantolao Sport · Boys Localización de los equipos de la Primera División 2023 |
| Junín       | 2 | ADT y Sport Huancayo                                                | Alianza Lima · Deportivo Municipal · Sporting Cristal · Universitario ADT Alianza Atlético Atlético Grau Binacional Carlos A. Mannucci · U. César Vallejo Cienciano · Cusco FC · Dep. Garcilaso FBC Melgar Sport Huancayo Unión Comercio UTC Cantolao Sport · Boys Localización de los equipos de la Primera División 2023 |
| La Libertad | 2 | Carlos A. Mannucci y Universidad César Vallejo                      | Alianza Lima · Deportivo Municipal · Sporting Cristal · Universitario ADT Alianza Atlético Atlético Grau Binacional Carlos A. Mannucci · U. César Vallejo Cienciano · Cusco FC · Dep. Garcilaso FBC Melgar Sport Huancayo Unión Comercio UTC Cantolao Sport · Boys Localización de los equipos de la Primera División 2023 |
| Piura       | 2 | Alianza Atlético y Atlético Grau                                    | Alianza Lima · Deportivo Municipal · Sporting Cristal · Universitario ADT Alianza Atlético Atlético Grau Binacional Carlos A. Mannucci · U. César Vallejo Cienciano · Cusco FC · Dep. Garcilaso FBC Melgar Sport Huancayo Unión Comercio UTC Cantolao Sport · Boys Localización de los equipos de la Primera División 2023 |
| Arequipa    | 1 | FBC Melgar                                                          | Alianza Lima · Deportivo Municipal · Sporting Cristal · Universitario ADT Alianza Atlético Atlético Grau Binacional Carlos A. Mannucci · U. César Vallejo Cienciano · Cusco FC · Dep. Garcilaso FBC Melgar Sport Huancayo Unión Comercio UTC Cantolao Sport · Boys Localización de los equipos de la Primera División 2023 |
| Cajamarca   | 1 | UTC                                                                 | Alianza Lima · Deportivo Municipal · Sporting Cristal · Universitario ADT Alianza Atlético Atlético Grau Binacional Carlos A. Mannucci · U. César Vallejo Cienciano · Cusco FC · Dep. Garcilaso FBC Melgar Sport Huancayo Unión Comercio UTC Cantolao Sport · Boys Localización de los equipos de la Primera División 2023 |
| Puno        | 1 | Deportivo Binacional                                                | Alianza Lima · Deportivo Municipal · Sporting Cristal · Universitario ADT Alianza Atlético Atlético Grau Binacional Carlos A. Mannucci · U. César Vallejo Cienciano · Cusco FC · Dep. Garcilaso FBC Melgar Sport Huancayo Unión Comercio UTC Cantolao Sport · Boys Localización de los equipos de la Primera División 2023 |
| San Martín  | 1 | Unión Comercio                                                      | Alianza Lima · Deportivo Municipal · Sporting Cristal · Universitario ADT Alianza Atlético Atlético Grau Binacional Carlos A. Mannucci · U. César Vallejo Cienciano · Cusco FC · Dep. Garcilaso FBC Melgar Sport Huancayo Unión Comercio UTC Cantolao Sport · Boys Localización de los equipos de la Primera División 2023 |

### Jugadores extranjeros
Se permitieron 5 futbolistas considerados extranjeros, presentes la totalidad en campo.
| Equipo                    | Jugador 1           | Jugador 2            | Jugador 3           | Jugador 4           | Jugador 5          |
| ------------------------- | ------------------- | -------------------- | ------------------- | ------------------- | ------------------ |
| Academia Cantolao         | Christian Limousin  | Gabriel Leyes        | Hebert Vergara      | Facundo Moreira     | Michel Acosta      |
| Alianza Atlético          | Roger Torres        | Adrián Fernández     | Diego Melián        | Ángelo Pizzorno     | Santiago Arias     |
| Alianza Lima              | Hernán Barcos       | Gino Peruzzi         | Santiago García     | Andrés Andrade      | Pablo Sabbag       |
| ADT                       | Kevin Serna         | Víctor Perlaza       | José Luis Cazares   | Ignacio Barrios     | Gonzalo Rizzo      |
| Atlético Grau             | Daniel Franco       | Fernando Márquez     | Rodrigo Salinas     | Neri Bandiera       | Joel López Pissano |
| Binacional                | Yonatan Murillo     | Stiwar Mena          | Brayan Fernández    | Gustavo Villamayor  | Jacobo Kouffati    |
| Carlos A. Mannucci        | Matías Cortave      | Federico González    | Léiner Escalante    | Gustavo Viera       | Maxi Amondarain    |
| Cienciano                 | Juan Romagnoli      | Carlos Garces        | José Leguizamón     | Gianlucca Fatecha   | Gonzalo González   |
| Cusco FC                  | Abdiel Ayarza       | José Fajardo         | Felipe Rodríguez    | Mauro Da Luz        | Federico Alonso    |
| Deportivo Garcilaso       | Santiago Giordana   | Alex Rambal          | Danny Cabezas       | Jonathan Betancourt | Joao Rojas         |
| Deportivo Municipal       | Matías Pérez        | Fernando Evangelista | Sebastián Jaurena   | Orlando Gaona Lugo  | Matías Pérez       |
| FBC Melgar                | Horacio Orzán       | Leonel Galeano       | Cristian Bordacahar | Tomás Martínez      | Pablo Magnín       |
| Sport Boys                | Federico Milo       | Oliver Benítez       | Walberto Caicedo    | Edinson Mero        | Álvaro Villete     |
| Sport Huancayo            | Jimmy Valoyes       | Carlos Ross          | Carlos Escobar      | Rodrigo Colombo     |                    |
| Sporting Cristal          | Brenner Marlos      | Ignácio da Silva     | Washington Corozo   | Leandro Sosa        |                    |
| Unión Comercio            | Oscar Barreto       | Jesús Arrieta        | Nicolás Palacios    | Marlon de Jesús     |                    |
| Universidad César Vallejo | Alejandro Donatti   | Yorley Mena          | Jairo Vélez         | Ángel Rodríguez     | Facundo Rodríguez  |
| UTC                       | Juan Cruz Randazzo  | Gaspar Gentile       | Oscar Belinetz      | Matías Abisab       | Facundo Peraza     |
| Universitario             | Martín Pérez Guedes | Matías Di Benedetto  | William Riveros     | Emanuel Herrera     | Rodrigo Ureña      |

## Clasificación

### Tabla de posiciones
| Pos. | Equipo                    | Pts. | PJ | G  | E | P  | GF | GC | Dif. | Clasificación           |
| ---- | ------------------------- | ---- | -- | -- | - | -- | -- | -- | ---- | ----------------------- |
| 1    | Alianza Lima (G)          | 42   | 18 | 14 | 0 | 4  | 37 | 16 | +21  | Avanza a los Play-offs. |
| 2    | Sporting Cristal          | 35   | 18 | 9  | 8 | 1  | 33 | 18 | +15  |                         |
| 3    | Universitario             | 34   | 18 | 11 | 1 | 6  | 29 | 14 | +15  |                         |
| 4    | Cusco FC                  | 32   | 18 | 10 | 2 | 6  | 24 | 22 | +2   |                         |
| 5    | Sport Huancayo            | 27   | 18 | 8  | 3 | 7  | 30 | 25 | +5   |                         |
| 6    | Universidad César Vallejo | 27   | 18 | 7  | 6 | 5  | 25 | 23 | +2   |                         |
| 7    | Carlos A. Mannucci        | 27   | 18 | 8  | 3 | 7  | 17 | 18 | −1   |                         |
| 8    | Deportivo Garcilaso       | 25   | 18 | 6  | 7 | 5  | 32 | 27 | +5   |                         |
| 9    | FBC Melgar                | 25   | 18 | 6  | 7 | 5  | 24 | 22 | +2   |                         |
| 10   | Deportivo Municipal       | 24   | 18 | 7  | 3 | 8  | 19 | 21 | −2   |                         |
| 11   | Cienciano                 | 24   | 18 | 7  | 3 | 8  | 23 | 28 | −5   |                         |
| 12   | Atlético Grau             | 23   | 18 | 6  | 5 | 7  | 31 | 21 | +10  |                         |
| 13   | Alianza Atlético          | 23   | 18 | 6  | 5 | 7  | 32 | 33 | −1   |                         |
| 14   | ADT                       | 21   | 18 | 5  | 6 | 7  | 23 | 23 | 0    |                         |
| 15   | UTC                       | 21   | 18 | 5  | 6 | 7  | 16 | 22 | −6   |                         |
| 16   | Unión Comercio            | 19   | 18 | 5  | 4 | 9  | 24 | 40 | −16  |                         |
| 17   | Deportivo Binacional      | 18   | 18 | 5  | 3 | 10 | 28 | 34 | −6   |                         |
| 18   | Sport Boys                | 18   | 18 | 5  | 3 | 10 | 13 | 26 | −13  |                         |
| 19   | Academia Cantolao         | 9    | 18 | 2  | 3 | 13 | 9  | 36 | −27  |                         |

 Fuente: FPF
|                      |
| Ganador Alianza Lima |

### Evolución de la clasificación
| Equipo / Fecha            | 3  | 4  | 5  | 6   | 7   | 8    | 9    | 1    | 10   | 11   | 12   | 13   | 14   | 15   | 2   | 16  | 17  | 18 | 19 |
| ------------------------- | -- | -- | -- | --- | --- | ---- | ---- | ---- | ---- | ---- | ---- | ---- | ---- | ---- | --- | --- | --- | -- | -- |
| Alianza Lima              | 13 | 11 | 9  | 9*  | 4*  | 2*   | 5*   | 3*   | 1*   | 1*   | 1*   | 1*   | 2*   | 1*   | 1   | 1   | 1   | 1  | 1  |
| Sporting Cristal          | 6  | 4  | 3  | 3*  | 6*  | 5*   | 3*   | 2*   | 2*   | 4*   | 4*   | 6*   | 6*   | 6*   | 6*  | 3   | 3   | 3  | 2  |
| Universitario             | 1  | 7  | 11 | 14  | 10  | 6    | 4    | 1    | 3    | 2    | 2    | 2    | 1    | 2    | 2   | 2   | 2   | 2  | 3  |
| Cusco FC                  | 15 | 18 | 15 | 12  | 5   | 8    | 6    | 8    | 7    | 3    | 3    | 3    | 4    | 3    | 4   | 5   | 4   | 4  | 4  |
| Sport Huancayo            | 5  | 8  | 12 | 15  | 9   | 13   | 9    | 9    | 8    | 8    | 9    | 12   | 13   | 7    | 7   | 6   | 7   | 8  | 5  |
| Universidad César Vallejo | 10 | 6  | 4  | 6*  | 2*  | 3**  | 2**  | 6**  | 9**  | 5**  | 5**  | 5**  | 5**  | 5**  | 5*  | 8*  | 9*  | 5  | 6  |
| Carlos A. Mannucci        | 3  | 3  | 2  | 1   | 3   | 4*   | 8*   | 7*   | 6*   | 9*   | 6*   | 4*   | 3*   | 4*   | 3*  | 4   | 5   | 6  | 7  |
| Deportivo Garcilaso       | 4  | 2  | 5  | 2   | 1   | 1    | 1    | 4    | 4    | 6    | 7    | 7    | 9    | 9    | 9   | 7   | 6   | 7  | 8  |
| FBC Melgar                | 18 | 19 | 18 | 17* | 18* | 19** | 18** | 18** | 17** | 17** | 17** | 16** | 16** | 16** | 14* | 12* | 11* | 11 | 9  |
| Deportivo Municipal       | 17 | 13 | 8  | 11  | 14  | 12   | 16   | 10   | 12   | 10   | 10   | 10   | 7    | 8    | 11  | 13  | 14  | 13 | 10 |
| Cienciano                 | 14 | 12 | 7  | 7   | 11* | 14*  | 10*  | 12*  | 15*  | 14*  | 15*  | 14*  | 10*  | 10*  | 8   | 9   | 8   | 9  | 11 |
| Atlético Grau             | 2  | 1  | 1  | 5   | 8   | 9    | 12   | 14   | 11   | 15   | 13   | 13   | 8    | 11   | 12  | 10  | 13  | 10 | 12 |
| Alianza Atlético          | 9  | 5  | 10 | 4   | 7*  | 11*  | 7*   | 5*   | 5*   | 7*   | 8*   | 8*   | 11*  | 12*  | 10  | 11  | 10  | 12 | 13 |
| ADT                       | 11 | 15 | 16 | 13  | 15  | 10   | 13   | 11   | 10   | 12   | 14   | 9    | 12   | 13   | 13  | 15  | 15  | 15 | 14 |
| UTC                       | 7  | 9  | 6  | 8   | 12  | 15*  | 14*  | 15*  | 14*  | 13*  | 11*  | 11*  | 14*  | 14*  | 15* | 14  | 12  | 14 | 15 |
| Unión Comercio            | 12 | 10 | 13 | 10  | 13  | 7    | 11   | 13   | 13   | 11   | 12   | 15   | 15   | 15   | 16  | 17  | 16  | 17 | 16 |
| Binacional                | 16 | 16 | 19 | 19* | 17* | 18*  | 19*  | 19*  | 19*  | 19*  | 18*  | 18*  | 17*  | 17*  | 17* | 16  | 17  | 16 | 17 |
| Sport Boys                | 8  | 14 | 14 | 16* | 16* | 16*  | 15*  | 16*  | 16*  | 16*  | 16*  | 17*  | 18*  | 18*  | 18  | 18  | 18  | 18 | 18 |
| Academia Cantolao         | 19 | 17 | 17 | 18  | 19  | 17   | 17   | 17   | 18   | 18   | 19   | 19   | 19   | 19   | 19  | 19  | 19  | 19 | 19 |

     Equipo libre de la fecha.
|  |

| Notas: - La fecha 1 se reprogramó a jugarse entre la fecha 9 y 10. - La fecha 2 se reprogramó a jugarse entre la fecha 15 y 16. - (*) Indica la posición del equipo con un partido pendiente. - (**) Indica la posición del equipo con dos partidos pendientes. |

## Resultados
- La hora de cada encuentro corresponde al huso horario que rige a Perú (UTC-5).

| Fecha 3             | Fecha 3      | Fecha 3            | Fecha 3                   | Fecha 3      | Fecha 3 | Fecha 3    |
| Local               | Resultado    | Visitante          | Estadio                   | Fecha        | Hora    | TV         |
| ------------------- | ------------ | ------------------ | ------------------------- | ------------ | ------- | ---------- |
| Cusco FC            | 0 – 3 (w.o.) | Sport Huancayo     | Inca Garcilaso de la Vega | 3 de febrero | 15:30   | Liga 1 Max |
| Atlético Grau       | 3 – 0 (w.o.) | FBC Melgar         | Municipal de Bernal       | 4 de febrero | 13:00   | Liga 1 Max |
| UTC                 | 3 – 0 (w.o.) | Cienciano          | Héroes de San Ramón       | 4 de febrero | 15:30   | Liga 1 Max |
| Universitario       | 4 – 0        | Cantolao           | Monumental                | 4 de febrero | 15:30   | YouTube    |
| Deportivo Garcilaso | 3 – 0 (w.o.) | Binacional         | Inca Garcilaso de la Vega | 4 de febrero | 19:00   | Liga 1 Max |
| Sporting Cristal    | 3 – 0 (w.o.) | Alianza Lima       | Alberto Gallardo          | 5 de febrero | 10:00   | Liga 1 Max |
| Sport Boys          | 2 – 1        | Unión Comercio     | Alberto Gallardo          | 6 de febrero | 13:00   | YouTube    |
| Univ. César Vallejo | 2 – 2        | Alianza Atlético   | Mansiche                  | 6 de febrero | 15:30   | Liga 1 Max |
| Deportivo Municipal | 0 – 3 (w.o.) | Carlos A. Mannucci | Iván Elías Moreno         | 7 de febrero | 13:00   | —          |
| Libre: ADT          |              |                    |                           |              |         |            |

| Fecha 4               | Fecha 4   | Fecha 4             | Fecha 4                   | Fecha 4       | Fecha 4 | Fecha 4    |
| Local                 | Resultado | Visitante           | Estadio                   | Fecha         | Hora    | TV         |
| --------------------- | --------- | ------------------- | ------------------------- | ------------- | ------- | ---------- |
| Cienciano             | 2 – 0     | Cusco FC            | Inca Garcilaso de la Vega | 10 de febrero | 19:00   | —          |
| Cantolao              | 1 – 2     | Univ. César Vallejo | Iván Elías Moreno         | 11 de febrero | 13:00   | Liga 1 Max |
| Binacional            | 2 – 4     | Atlético Grau       | Monumental de la UNSA     | 11 de febrero | 15:00   | —          |
| ADT                   | 1 – 2     | Deportivo Garcilaso | Unión Tarma               | 11 de febrero | 15:30   | Liga 1 Max |
| Alianza Atlético      | 2 – 0     | UTC                 | Campeones del 36          | 12 de febrero | 11:00   | Liga 1 Max |
| Unión Comercio        | 1 – 0     | Universitario       | Carlos Vidaurre García    | 12 de febrero | 13:30   | Liga 1 Max |
| Carlos A. Mannucci    | 1 – 1     | Sporting Cristal    | Mansiche                  | 12 de febrero | 15:00   | Gol Perú   |
| Alianza Lima          | 2 – 0     | Sport Boys          | Alejandro Villanueva      | 12 de febrero | 16:00   | —          |
| FBC Melgar            | 0 – 2     | Deportivo Municipal | Monumental de la UNSA     | 13 de febrero | 15:00   | —          |
| Libre: Sport Huancayo |           |                     |                           |               |         |            |

| Fecha 5                    | Fecha 5   | Fecha 5            | Fecha 5                   | Fecha 5       | Fecha 5 | Fecha 5    |
| Local                      | Resultado | Visitante          | Estadio                   | Fecha         | Hora    | TV         |
| -------------------------- | --------- | ------------------ | ------------------------- | ------------- | ------- | ---------- |
| Sporting Cristal           | 1 – 0     | FBC Melgar         | Alberto Gallardo          | 17 de febrero | 16:00   | Liga 1 Max |
| Univ. César Vallejo        | 3 – 1     | Unión Comercio     | Mansiche                  | 17 de febrero | 19:00   | Liga 1 Max |
| Sport Huancayo             | 1 – 3     | Cienciano          | Huancayo                  | 18 de febrero | 13:00   | Liga 1 Max |
| Sport Boys                 | 0 – 1     | Carlos A. Mannucci | Alberto Gallardo          | 18 de febrero | 15:30   | Gol Perú   |
| Atlético Grau              | 1 – 1     | ADT                | Municipal de Bernal       | 19 de febrero | 13:00   | Liga 1 Max |
| Universitario              | 1 – 2     | Alianza Lima       | Monumental                | 19 de febrero | 15:30   | Gol Perú   |
| Cusco FC                   | 2 – 1     | Alianza Atlético   | Inca Garcilaso de la Vega | 19 de febrero | 19:35   | Liga 1 Max |
| Deportivo Municipal        | 2 – 0     | Binacional         | Iván Elías Moreno         | 20 de febrero | 15:30   | Gol Perú   |
| UTC                        | 1 – 0     | Cantolao           | Héroes de San Ramón       | 22 de febrero | 15:00   | Liga 1 Max |
| Libre: Deportivo Garcilaso |           |                    |                           |               |         |            |

| Fecha 6             | Fecha 6   | Fecha 6             | Fecha 6                      | Fecha 6       | Fecha 6 | Fecha 6    |
| Local               | Resultado | Visitante           | Estadio                      | Fecha         | Hora    | TV         |
| ------------------- | --------- | ------------------- | ---------------------------- | ------------- | ------- | ---------- |
| Alianza Atlético    | 4 – 2     | Sport Huancayo      | Campeones del 36             | 25 de febrero | 13:00   | Liga 1 Max |
| Deportivo Garcilaso | 2 – 0     | Atlético Grau       | Inca Garcilaso de la Vega    | 25 de febrero | 15:30   | Liga 1 Max |
| Unión Comercio      | 1 – 0     | UTC                 | Carlos Vidaurre              | 26 de febrero | 13:00   | Liga 1 Max |
| ADT                 | 3 – 0     | Deportivo Municipal | Unión Tarma                  | 26 de febrero | 15:30   | Liga 1 Max |
| Carlos A. Mannucci  | 2 – 0     | Universitario       | Mansiche                     | 26 de febrero | 19:00   | Gol Perú   |
| Cantolao            | 2 – 3     | Cusco FC            | Iván Elías Moreno            | 27 de febrero | 15:30   | Liga 1 Max |
| Alianza Lima        | 2 – 0     | Univ. César Vallejo | Alejandro Villanueva         | 11 de mayo    | 20:00   | Liga 1 Max |
| FBC Melgar          | 2 – 0     | Sport Boys          | Monumental de la UNSA        | 12 de mayo    | 15:30   | Liga 1 Max |
| Binacional          | 0 – 1     | Sporting Cristal    | Guillermo Briceño Rosamedina | 17 de mayo    | 19:00   | Liga 1 Max |
| Libre: Cienciano    |           |                     |                              |               |         |            |

| Fecha 7              | Fecha 7   | Fecha 7             | Fecha 7                   | Fecha 7    | Fecha 7 | Fecha 7    |
| Local                | Resultado | Visitante           | Estadio                   | Fecha      | Hora    | TV         |
| -------------------- | --------- | ------------------- | ------------------------- | ---------- | ------- | ---------- |
| Sport Boys           | 2 – 2     | Binacional          | Iván Elías Moreno         | 3 de marzo | 16:00   | Gol Perú   |
| Sport Huancayo       | 4 – 0     | Cantolao            | Huancayo                  | 4 de marzo | 13:00   | Liga 1 Max |
| Sporting Cristal     | 0 – 0     | ADT                 | Alberto Gallardo          | 4 de marzo | 16:00   | Liga 1 Max |
| Univ. César Vallejo  | 2 – 0     | Carlos A. Mannucci  | Mansiche                  | 4 de marzo | 19:00   | Liga 1 Max |
| UTC                  | 0 – 1     | Alianza Lima        | Héroes de San Ramón       | 5 de marzo | 15:30   | Liga 1 Max |
| Universitario        | 1 – 0     | FBC Melgar          | Monumental                | 5 de marzo | 15:30   | Gol Perú   |
| Deportivo Municipal  | 0 – 3     | Deportivo Garcilaso | Iván Elías Moreno         | 6 de marzo | 15:00   | Gol Perú   |
| Cusco FC             | 2 – 1     | Unión Comercio      | Inca Garcilaso de la Vega | 6 de marzo | 15:30   | Liga 1 Max |
| Cienciano            | 5 – 2     | Alianza Atlético    | Inca Garcilaso de la Vega | 10 de mayo | 15:30   | Liga 1 Max |
| Libre: Atlético Grau |           |                     |                           |            |         |            |

| Fecha 8                 | Fecha 8   | Fecha 8             | Fecha 8                   | Fecha 8     | Fecha 8 | Fecha 8    |
| Local                   | Resultado | Visitante           | Estadio                   | Fecha       | Hora    | TV         |
| ----------------------- | --------- | ------------------- | ------------------------- | ----------- | ------- | ---------- |
| ADT                     | 1 – 0     | Sport Boys          | Unión Tarma               | 10 de marzo | 15:30   | Liga 1 Max |
| Alianza Lima            | 2 – 0     | Cusco FC            | Alejandro Villanueva      | 11 de marzo | 20:00   | Liga 1 Max |
| Unión Comercio          | 2 – 0     | Sport Huancayo      | Carlos Vidaurre García    | 12 de marzo | 11:00   | Liga 1 Max |
| Atlético Grau           | 1 – 1     | Deportivo Municipal | Municipal de Bernal       | 12 de marzo | 13:00   | Liga 1 Max |
| Cantolao                | 1 – 0     | Cienciano           | Iván Elías Moreno         | 12 de marzo | 15:30   | Liga 1 Max |
| Deportivo Garcilaso     | 4 – 4     | Sporting Cristal    | Inca Garcilaso de la Vega | 12 de marzo | 18:00   | Liga 1 Max |
| Binacional              | 1 – 2     | Universitario       | Inca Garcilaso de la Vega | 13 de marzo | 18:00   | Liga 1 Max |
| Carlos A. Mannucci      | 0 – 1     | UTC                 | Mansiche                  | 17 de mayo  | 15:00   | Gol Perú   |
| FBC Melgar              | 2 – 2     | Univ. César Vallejo | Monumental de la UNSA     | 31 de mayo  | 19:00   | Liga 1 Max |
| Libre: Alianza Atlético |           |                     |                           |             |         |            |

| Fecha 9                    | Fecha 9   | Fecha 9             | Fecha 9                   | Fecha 9     | Fecha 9 | Fecha 9    |
| Local                      | Resultado | Visitante           | Estadio                   | Fecha       | Hora    | TV         |
| -------------------------- | --------- | ------------------- | ------------------------- | ----------- | ------- | ---------- |
| Sport Boys                 | 2 – 1     | Deportivo Garcilaso | Iván Elías Moreno         | 17 de marzo | 15:30   | Gol Perú   |
| Alianza Atlético           | 2 – 1     | Cantolao            | Campeones del 36          | 18 de marzo | 13:00   | Liga 1 Max |
| UTC                        | 0 – 0     | FBC Melgar          | Héroes de San Ramón       | 18 de marzo | 15:30   | Liga 1 Max |
| Cienciano                  | 3 – 1     | Unión Comercio      | Inca Garcilaso de la Vega | 18 de marzo | 18:00   | Liga 1 Max |
| Universitario              | 3 – 1     | ADT                 | Monumental                | 18 de marzo | 20:00   | Gol Perú   |
| Univ. César Vallejo        | 2 – 0     | Binacional          | Mansiche                  | 19 de marzo | 13:00   | Liga 1 Max |
| Sporting Cristal           | 2 – 1     | Atlético Grau       | Alberto Gallardo          | 19 de marzo | 15:30   | Liga 1 Max |
| Sport Huancayo             | 2 – 1     | Alianza Lima        | Huancayo                  | 19 de marzo | 18:00   | Liga 1 Max |
| Cusco FC                   | 3 – 0     | Carlos A. Mannucci  | Inca Garcilaso de la Vega | 20 de marzo | 15:30   | Liga 1 Max |
| Libre: Deportivo Municipal |           |                     |                           |             |         |            |

| Fecha 1             | Fecha 1   | Fecha 1            | Fecha 1                   | Fecha 1     | Fecha 1 | Fecha 1    |
| Local               | Resultado | Visitante          | Estadio                   | Fecha       | Hora    | TV         |
| ------------------- | --------- | ------------------ | ------------------------- | ----------- | ------- | ---------- |
| Universitario       | 3 – 0     | Cienciano          | Monumental                | 24 de marzo | 20:30   | Gol Perú   |
| Sporting Cristal    | 2 – 0     | Cantolao           | Alberto Gallardo          | 25 de marzo | 16:00   | Liga 1 Max |
| Univ. César Vallejo | 0 – 2     | Sport Huancayo     | Mansiche                  | 25 de marzo | 20:00   | Liga 1 Max |
| Deportivo Municipal | 2 – 0     | Unión Comercio     | Iván Elías Moreno         | 26 de marzo | 11:00   | Gol Perú   |
| Atlético Grau       | 1 – 2     | Alianza Lima       | Municipal de Bernal       | 26 de marzo | 13:00   | Liga 1 Max |
| ADT                 | 0 – 0     | FBC Melgar         | Unión Tarma               | 26 de marzo | 15:30   | Liga 1 Max |
| Sport Boys          | 0 – 1     | Alianza Atlético   | Alberto Gallardo          | 26 de marzo | 16:00   | Gol Perú   |
| Deportivo Garcilaso | 1 – 2     | Carlos A. Mannucci | Inca Garcilaso de la Vega | 26 de marzo | 18:00   | Liga 1 Max |
| UTC                 | 0 – 0     | Cusco FC           | Héroes de San Ramón       | 27 de marzo | 15:00   | Liga 1 Max |
| Libre: Binacional   |           |                    |                           |             |         |            |

| Fecha 10            | Fecha 10  | Fecha 10            | Fecha 10                     | Fecha 10    | Fecha 10 | Fecha 10   |
| Local               | Resultado | Visitante           | Estadio                      | Fecha       | Hora     | TV         |
| ------------------- | --------- | ------------------- | ---------------------------- | ----------- | -------- | ---------- |
| Deportivo Municipal | 1 – 1     | Sporting Cristal    | Iván Elías Moreno            | 31 de marzo | 15:00    | Gol Perú   |
| ADT                 | 2 – 0     | Univ. César Vallejo | Unión Tarma                  | 31 de marzo | 15:30    | Liga 1 Max |
| Deportivo Garcilaso | 0 – 0     | Universitario       | Inca Garcilaso de la Vega    | 31 de marzo | 19:30    | Liga 1 Max |
| FBC Melgar          | 1 – 1     | Cusco FC            | Monumental de la UNSA        | 1 de abril  | 15:30    | Liga 1 Max |
| Alianza Lima        | 2 – 0     | Cienciano           | Alejandro Villanueva         | 1 de abril  | 19:00    | Liga 1 Max |
| Unión Comercio      | 3 – 3     | Alianza Atlético    | Carlos Vidaurre García       | 2 de abril  | 13:00    | Liga 1 Max |
| Carlos A. Mannucci  | 0 – 0     | Sport Huancayo      | Mansiche                     | 2 de abril  | 15:00    | Gol Perú   |
| Atlético Grau       | 3 – 0     | Sport Boys          | Municipal de Bernal          | 2 de abril  | 15:30    | Liga 1 Max |
| Binacional          | 1 – 1     | UTC                 | Guillermo Briceño Rosamedina | 2 de abril  | 18:00    | Liga 1 Max |
| Libre: Cantolao     |           |                     |                              |             |          |            |

| Fecha 11                | Fecha 11  | Fecha 11            | Fecha 11                  | Fecha 11    | Fecha 11 | Fecha 11   |
| Local                   | Resultado | Visitante           | Estadio                   | Fecha       | Hora     | TV         |
| ----------------------- | --------- | ------------------- | ------------------------- | ----------- | -------- | ---------- |
| Cusco FC                | 2 – 1     | Binacional          | Inca Garcilaso de la Vega | 7 de abril  | 15:30    | Liga 1 Max |
| Sport Boys              | 0 – 2     | Deportivo Municipal | Iván Elías Moreno         | 8 de abril  | 13:00    | Gol Perú   |
| UTC                     | 1 – 0     | ADT                 | Héroes de San Ramón       | 8 de abril  | 15:30    | Liga 1 Max |
| Cienciano               | 1 – 0     | Carlos A. Mannucci  | Inca Garcilaso de la Vega | 8 de abril  | 18:00    | Liga 1 Max |
| Alianza Atlético        | 0 – 1     | Alianza Lima        | Campeones del 36          | 9 de abril  | 13:00    | Liga 1 Max |
| Sport Huancayo          | 1 – 1     | FBC Melgar          | Huancayo                  | 9 de abril  | 15:30    | Liga 1 Max |
| Universitario           | 2 – 1     | Atlético Grau       | Monumental                | 9 de abril  | 18:00    | Gol Perú   |
| Cantolao                | 1 – 2     | Unión Comercio      | Iván Elías Moreno         | 10 de abril | 15:30    | Liga 1 Max |
| Univ. César Vallejo     | 3 – 0     | Deportivo Garcilaso | Mansiche                  | 10 de abril | 18:00    | Liga 1 Max |
| Libre: Sporting Cristal |           |                     |                           |             |          |            |

| Fecha 12              | Fecha 12  | Fecha 12            | Fecha 12                     | Fecha 12    | Fecha 12 | Fecha 12   |
| Local                 | Resultado | Visitante           | Estadio                      | Fecha       | Hora     | TV         |
| --------------------- | --------- | ------------------- | ---------------------------- | ----------- | -------- | ---------- |
| Sporting Cristal      | 1 – 1     | Sport Boys          | Alberto Gallardo             | 14 de abril | 16:00    | Liga 1 Max |
| FBC Melgar            | 1 – 0     | Cienciano           | Monumental de la UNSA        | 14 de abril | 19:00    | Liga 1 Max |
| Atlético Grau         | 1 – 1     | Univ. César Vallejo | Municipal de Bernal          | 15 de abril | 13:00    | Liga 1 Max |
| Alianza Lima          | 3 – 0     | Cantolao            | Alejandro Villanueva         | 15 de abril | 19:00    | Liga 1 Max |
| Deportivo Garcilaso   | 2 – 2     | UTC                 | Inca Garcilaso de la Vega    | 16 de abril | 13:00    | Liga 1 Max |
| ADT                   | 0 – 2     | Cusco FC            | Unión Tarma                  | 16 de abril | 15:30    | Liga 1 Max |
| Deportivo Municipal   | 1 – 2     | Universitario       | Iván Elías Moreno            | 16 de abril | 16:00    | Gol Perú   |
| Binacional            | 5 – 3     | Sport Huancayo      | Guillermo Briceño Rosamedina | 16 de abril | 18:00    | Liga 1 Max |
| Carlos A. Mannucci    | 1 – 0     | Alianza Atlético    | Mansiche                     | 16 de abril | 19:00    | Gol Perú   |
| Libre: Unión Comercio |           |                     |                              |             |          |            |

| Fecha 13            | Fecha 13  | Fecha 13            | Fecha 13                  | Fecha 13    | Fecha 13 | Fecha 13   |
| Local               | Resultado | Visitante           | Estadio                   | Fecha       | Hora     | TV         |
| ------------------- | --------- | ------------------- | ------------------------- | ----------- | -------- | ---------- |
| UTC                 | 1 – 1     | Atlético Grau       | Héroes de San Ramón       | 21 de abril | 15:30    | Liga 1 Max |
| Cantolao            | 0 – 2     | Carlos A. Mannucci  | Iván Elías Moreno         | 22 de abril | 13:00    | Liga 1 Max |
| Sport Huancayo      | 1 – 3     | ADT                 | Huancayo                  | 22 de abril | 15:30    | Liga 1 Max |
| Cienciano           | 1 – 1     | Binacional          | Inca Garcilaso de la Vega | 22 de abril | 18:00    | Liga 1 Max |
| Unión Comercio      | 1 – 3     | Alianza Lima        | Carlos Vidaurre García    | 23 de abril | 13:00    | Liga 1 Max |
| Cusco FC            | 2 – 1     | Deportivo Garcilaso | Inca Garcilaso de la Vega | 23 de abril | 15:30    | Liga 1 Max |
| Alianza Atlético    | 3 – 3     | FBC Melgar          | Campeones del 36          | 24 de abril | 13:00    | Liga 1 Max |
| Univ. César Vallejo | 1 – 1     | Deportivo Municipal | Mansiche                  | 24 de abril | 18:00    | Liga 1 Max |
| Universitario       | 2 – 0     | Sporting Cristal    | Monumental                | 24 de abril | 20:45    | Gol Perú   |
| Libre: Sport Boys   |           |                     |                           |             |          |            |

| Fecha 14            | Fecha 14  | Fecha 14            | Fecha 14                     | Fecha 14    | Fecha 14 | Fecha 14   |
| Local               | Resultado | Visitante           | Estadio                      | Fecha       | Hora     | TV         |
| ------------------- | --------- | ------------------- | ---------------------------- | ----------- | -------- | ---------- |
| Sporting Cristal    | 1 – 1     | Univ. César Vallejo | Alberto Gallardo             | 28 de abril | 15:30    | Liga 1 Max |
| Atlético Grau       | 3 – 0     | Cusco FC            | Municipal de Bernal          | 29 de abril | 13:00    | Liga 1 Max |
| Sport Boys          | 0 – 3     | Universitario       | Monumental                   | 29 de abril | 15:00    | Gol Perú   |
| Deportivo Garcilaso | 1 – 1     | Sport Huancayo      | Inca Garcilaso de la Vega    | 29 de abril | 15:30    | Liga 1 Max |
| FBC Melgar          | 5 – 0     | Cantolao            | Monumental de la UNSA        | 29 de abril | 18:00    | Liga 1 Max |
| Binacional          | 4 – 2     | Alianza Atlético    | Guillermo Briceño Rosamedina | 30 de abril | 13:00    | Liga 1 Max |
| Deportivo Municipal | 2 – 0     | UTC                 | Iván Elías Moreno            | 30 de abril | 15:00    | Gol Perú   |
| ADT                 | 3 – 4     | Cienciano           | Unión Tarma                  | 30 de abril | 15:30    | Liga 1 Max |
| Carlos A. Mannucci  | 2 – 0     | Unión Comercio      | Mansiche                     | 30 de abril | 19:00    | Gol Perú   |
| Libre: Alianza Lima |           |                     |                              |             |          |            |

| Fecha 15             | Fecha 15  | Fecha 15            | Fecha 15                  | Fecha 15  | Fecha 15 | Fecha 15   |
| Local                | Resultado | Visitante           | Estadio                   | Fecha     | Hora     | TV         |
| -------------------- | --------- | ------------------- | ------------------------- | --------- | -------- | ---------- |
| Cantolao             | 1 – 0     | Binacional          | Iván Elías Moreno         | 5 de mayo | 13:00    | Liga 1 Max |
| Cusco FC             | 1 – 0     | Deportivo Municipal | Inca Garcilaso de la Vega | 5 de mayo | 15:30    | Liga 1 Max |
| Alianza Atlético     | 1 – 1     | ADT                 | Campeones del 36          | 6 de mayo | 13:00    | Liga 1 Max |
| Sport Huancayo       | 1 – 0     | Atlético Grau       | Huancayo                  | 6 de mayo | 15:30    | Liga 1 Max |
| Cienciano            | 0 – 0     | Deportivo Garcilaso | Inca Garcilaso de la Vega | 6 de mayo | 19:00    | Liga 1 Max |
| UTC                  | 1 – 1     | Sporting Cristal    | Héroes de San Ramón       | 7 de mayo | 15:15    | Liga 1 Max |
| Univ. César Vallejo  | 2 – 0     | Sport Boys          | Mansiche                  | 7 de mayo | 17:30    | Liga 1 Max |
| Alianza Lima         | 3 – 0     | Carlos A. Mannucci  | Alejandro Villanueva      | 7 de mayo | 20:00    | Liga 1 Max |
| Unión Comercio       | 1 – 1     | FBC Melgar          | Carlos Vidaurre García    | 8 de mayo | 13:00    | Liga 1 Max |
| Libre: Universitario |           |                     |                           |           |          |            |

| Fecha 2            | Fecha 2   | Fecha 2             | Fecha 2                      | Fecha 2    | Fecha 2 | Fecha 2    |
| Local              | Resultado | Visitante           | Estadio                      | Fecha      | Hora    | TV         |
| ------------------ | --------- | ------------------- | ---------------------------- | ---------- | ------- | ---------- |
| Sport Huancayo     | 5 – 1     | UTC                 | Huancayo                     | 12 de mayo | 13:00   | Liga 1 Max |
| Binacional         | 1 – 0     | ADT                 | Guillermo Briceño Rosamedina | 12 de mayo | 18:00   | Liga 1 Max |
| Unión Comercio     | 1 – 6     | Sporting Cristal    | Carlos Vidaurre García       | 13 de mayo | 13:00   | Liga 1 Max |
| Carlos A. Mannucci | 1 – 0     | Atlético Grau       | Mansiche                     | 13 de mayo | 19:00   | Gol Perú   |
| Alianza Atlético   | 3 – 1     | Universitario       | Campeones del 36             | 14 de mayo | 13:00   | Liga 1 Max |
| Cienciano          | 1 – 1     | Univ. César Vallejo | Inca Garcilaso de la Vega    | 14 de mayo | 15:30   | Liga 1 Max |
| FBC Melgar         | 2 – 4     | Deportivo Garcilaso | Monumental de la UNSA        | 15 de mayo | 15:30   | Liga 1 Max |
| Alianza Lima       | 2 – 1     | Deportivo Municipal | Alejandro Villanueva         | 15 de mayo | 20:00   | Liga 1 Max |
| Cantolao           | 0 – 0     | Sport Boys          | Iván Elías Moreno            | 16 de mayo | 15:30   | Liga 1 Max |
| Libre: Cusco FC    |           |                     |                              |            |         |            |

| Fecha 16                  | Fecha 16  | Fecha 16            | Fecha 16                     | Fecha 16   | Fecha 16 | Fecha 16   |
| Local                     | Resultado | Visitante           | Estadio                      | Fecha      | Hora     | TV         |
| ------------------------- | --------- | ------------------- | ---------------------------- | ---------- | -------- | ---------- |
| FBC Melgar                | 2 – 1     | Alianza Lima        | Monumental de la UNSA        | 19 de mayo | 18:30    | Liga 1 Max |
| Universitario             | 4 – 0     | Univ. César Vallejo | Monumental                   | 19 de mayo | 20:30    | Gol Perú   |
| ADT                       | 1 – 1     | Cantolao            | Unión Tarma                  | 20 de mayo | 13:00    | Liga 1 Max |
| Deportivo Garcilaso       | 3 – 2     | Alianza Atlético    | Inca Garcilaso de la Vega    | 20 de mayo | 18:00    | Liga 1 Max |
| Sporting Cristal          | 3 – 2     | Cusco FC            | Nacional                     | 20 de mayo | 20:30    | Liga 1 Max |
| Atlético Grau             | 4 – 0     | Cienciano           | Municipal de Bernal          | 21 de mayo | 13:00    | Liga 1 Max |
| Deportivo Municipal       | 1 – 2     | Sport Huancayo      | Iván Elías Moreno            | 21 de mayo | 15:00    | Gol Perú   |
| Sport Boys                | 3 – 2     | UTC                 | Iván Elías Moreno            | 22 de mayo | 15:30    | Gol Perú   |
| Binacional                | 5 – 0     | Unión Comercio      | Guillermo Briceño Rosamedina | 22 de mayo | 20:00    | Liga 1 Max |
| Libre: Carlos A. Mannucci |           |                     |                              |            |          |            |

| Fecha 17                   | Fecha 17  | Fecha 17            | Fecha 17                  | Fecha 17   | Fecha 17 | Fecha 17   |
| Local                      | Resultado | Visitante           | Estadio                   | Fecha      | Hora     | TV         |
| -------------------------- | --------- | ------------------- | ------------------------- | ---------- | -------- | ---------- |
| Cantolao                   | 1 – 1     | Deportivo Garcilaso | Iván Elías Moreno         | 26 de mayo | 15:00    | Liga 1 Max |
| Cienciano                  | 1 – 0     | Deportivo Municipal | Inca Garcilaso de la Vega | 26 de mayo | 19:00    | Liga 1 Max |
| Alianza Atlético           | 3 – 2     | Atlético Grau       | Campeones del 36          | 27 de mayo | 13:00    | Liga 1 Max |
| Cusco FC                   | 2 – 1     | Sport Boys          | Inca Garcilaso de la Vega | 27 de mayo | 15:30    | Liga 1 Max |
| Unión Comercio             | 4 – 3     | ADT                 | Carlos Vidaurre García    | 28 de mayo | 13:00    | Liga 1 Max |
| UTC                        | 1 – 0     | Universitario       | Héroes de San Ramón       | 28 de mayo | 15:30    | Liga 1 Max |
| Sport Huancayo             | 1 – 2     | Sporting Cristal    | Huancayo                  | 28 de mayo | 18:00    | Liga 1 Max |
| Carlos A. Mannucci         | 1 – 2     | FBC Melgar          | Mansiche                  | 28 de mayo | 18:30    | Gol Perú   |
| Alianza Lima (G)           | 6 – 1     | Binacional          | Alejandro Villanueva      | 28 de mayo | 20:30    | Liga 1 Max |
| Libre: Univ. César Vallejo |           |                     |                           |            |          |            |

| Fecha 18            | Fecha 18  | Fecha 18           | Fecha 18                     | Fecha 18   | Fecha 18 | Fecha 18   |
| Local               | Resultado | Visitante          | Estadio                      | Fecha      | Hora     | TV         |
| ------------------- | --------- | ------------------ | ---------------------------- | ---------- | -------- | ---------- |
| Sporting Cristal    | 4 – 2     | Cienciano          | Nacional                     | 1 de junio | 20:00    | Liga 1 Max |
| ADT                 | 2 – 1     | Alianza Lima       | Huancayo                     | 2 de junio | 20:00    | Liga 1 Max |
| Universitario       | 1 – 0     | Cusco FC           | Monumental                   | 2 de junio | 20:30    | Gol Perú   |
| Deportivo Municipal | 2 – 1     | Alianza Atlético   | Iván Elías Moreno            | 3 de junio | 15:00    | Gol Perú   |
| Binacional          | 3 – 0     | Carlos A. Mannucci | Guillermo Briceño Rosamedina | 3 de junio | 18:00    | Liga 1 Max |
| Deportivo Garcilaso | 2 – 2     | Unión Comercio     | Inca Garcilaso de la Vega    | 3 de junio | 20:30    | Liga 1 Max |
| Atlético Grau       | 3 – 0     | Cantolao           | Municipal de Bernal          | 4 de junio | 13:00    | Liga 1 Max |
| Sport Boys          | 1 – 0     | Sport Huancayo     | Iván Elías Moreno            | 4 de junio | 15:30    | Gol Perú   |
| Univ. César Vallejo | 3 – 1     | UTC                | Mansiche                     | 4 de junio | 18:00    | Liga 1 Max |
| Libre: FBC Melgar   |           |                    |                              |            |          |            |

| Fecha 19           | Fecha 19  | Fecha 19            | Fecha 19                  | Fecha 19    | Fecha 19 | Fecha 19   |
| Local              | Resultado | Visitante           | Estadio                   | Fecha       | Hora     | TV         |
| ------------------ | --------- | ------------------- | ------------------------- | ----------- | -------- | ---------- |
| Cienciano          | 0 – 1     | Sport Boys          | Inca Garcilaso de la Vega | 9 de junio  | 19:00    | Liga 1 Max |
| Unión Comercio     | 2 – 2     | Atlético Grau       | Carlos Vidaurre García    | 10 de junio | 13:00    | Liga 1 Max |
| Cantolao           | 0 – 1     | Deportivo Municipal | Segundo Aranda Torres     | 10 de junio | 15:30    | Liga 1 Max |
| FBC Melgar         | 2 – 1     | Binacional          | Monumental de la UNSA     | 10 de junio | 18:00    | Liga 1 Max |
| Carlos A. Mannucci | 1 – 1     | ADT                 | Mansiche                  | 10 de junio | 20:00    | Gol Perú   |
| Alianza Lima       | 3 – 2     | Deportivo Garcilaso | Alejandro Villanueva      | 10 de junio | 20:30    | Liga 1 Max |
| Alianza Atlético   | 0 – 0     | Sporting Cristal    | Campeones del 36          | 11 de junio | 13:00    | Liga 1 Max |
| Cusco FC           | 2 – 0     | Univ. César Vallejo | Inca Garcilaso de la Vega | 11 de junio | 15:30    | Liga 1 Max |
| Sport Huancayo     | 1 – 0     | Universitario       | Huancayo                  | 11 de junio | 18:00    | Liga 1 Max |
| Libre: UTC         |           |                     |                           |             |          |            |